# Åsa Hagelstedt
Åsa Sofia Hagelstedt, född 2 juni 1975 i Stockholm, Stockholms län, är generalsekreterare för Djurskyddet sedan 2008. 
Åsa Hagelstedt har en magisterexamen i statsvetenskap från Södertörns Högskola och Stockholms Universitet. Arbetade tidigare som kommunikationschef på IOGT-NTO. Hon var en av de första äggdonatorerna i Sverige när det blev lagligt.
Hagelstedt var värd i Sommar i P1 den 22 juni 2005. Hon är gift sedan 2011 med Lars Ohly.